# Конотопска вещица
„Конотопска вещица“ (на украински: Коното́пська відьма) е сатирично-фантастична повест на украинския писател Григорий Квитка-Основяненко, написан през 1833 г. и публикуван през 1837 г. във втората книга на писателя – „Малоруски истории“.
Историята разказва за казашкия старейшина, стотник на известната Конотопска сотня Микита Уласович Забрьоха, неговия писар Прокип Ригорович Пистряк и вещицата Явдоха Зубиха.
Творбата се състои от 14 глави и епилог. Всяка глава от историята започва с думите тъжен и нещастен (на украински: смутний і невеселий), които придобиват статут на крилата фраза в украинския език.

## Сюжет
Сюжетът на историята е сложна интрига, която съчетава няколко сюжетни линии.
Творбата започва с описание на конотопския стотник Микита Уласович Забрьоха, който седи – тъжен и нещастен. Стотникът наскоро е отишъл да ухажва медникарката Олена – работлива, честна и красива девойка, чиито родители са починали, а единственият жив роднина е брат ѝ. Забрьоха иска ръката на медникарката от брат ѝ, но предложението му не завършва с успех (Забрьоха получава тиква, което символизира отказ).
Докато стотникът седи в къщата, Прокип Ригорович Пистряк (писар на стотника), идва при него с доклад за броя на казаците в сотнята. Самата бройка е отбелязана с резки върху дълга пръчка. Пистряк чупи пръчката докато я носи и първоначално дава грешна бройка на Забрьоха. Когато Забрьоха открива грешката, стотникът се присмива на Пистряк пред цялата сотня и по този начин го обижда. След преброяването е получена заповед от Черниговския полк: сотнята трябва да тръгне на поход. Писарят отказва да изпълни заповедта и убеждавайки стотника, пише писмо, в което съобщава на полка, че казаците не могат да дойдат в Конотоп, защото трябва да предприемат лов на вещици, тъй като в Конотоп отдавна не е валял дъжд.
На следващия ден целият град се събира край езерото. Писарят е отвлякъл няколко жени, заподозрени във вещерство, и предписва следния тест: всяка жена се хвърля във водата и ако се удави – значи не е вещица, но ако оцелее – това доказва, че е вещица. Повечето жени загиват във водата. Вещицата се оказва Явдоха Зубиха, която спокойно се носи по повърхността. Разгневени мъже започват да я бият, но използвайки магията си, Явдоха успява да избяга.
Явдоха е ядосана на Забрьоха и Пистряк. Скоро те идват поотделно при нея с подаръци, молейки за помощ. Вещицата прави заклинание и така Олена се влюбва в Забрьоха и се съгласява да се омъжи за него. Демян Халявски, бившият любовник на Елена, седи тъжен и нещастен, защото жена му се омъжва за стотника. Явдоха се явява на Халявски и му предлага помощ.
За да си отмъсти, вещицата урежда нещата така, че Олена се омъжва за Халявски, а Забрьоха се жени за Солоха – най-страшното момиче в селото. Забрьоха е отстранен като стотник за неизпълнение на заповедта. Пистряк, който иска да заеме мястото на стотника, също е уволнен. Новият стотник става Демян Халявски.
В епилога авторът споделя, че тази история му е разказана от покойния Панас Месюра. Там е предаден и самият край на историята. Халявски е стотник за кратко, защото „много бързо изтърси нещо пред началството“. Бракът му с Олена е нещастен, тъй като е сключен в резултат на магия. Забрьоха и Пистряк са наказани за удавянето на невинни жени. Краят е най-щастлив за вещицата Явдоха, която почива малко след отстраняването на Халявски от поста на стотник.

## Персонажи
- Микита Уласович Забрьоха – конотопски стотник;
- Олена Йосипивна – невярна любовница;
- Прокип Ригорович Пистряк – стогодишен конотопски писар;
- Явдоха Зубиха – конотопска вещица;
- Демян Халявски – съдия, любовник на Олена;
- Солоха – жената на Забрьоха.

## Отзиви
Американският критик от украински произход Джордж Грабовиц нарича „Конотопска вещица“ „може би най-доброто произведение на украинската проза от началото на XIX век“.

## Екранизации и постановки
Екранизации
- Филмът спектакъл „Конотопска вещица“, заснет от студио Укртелефилм през 1987 година.
- Филмът „Вещицата“ на режисьора Халина Шигаева, заснет от филмово студио „Довженко“ през 1990 година.

Продукции
- Гопак-опера „Конотопска вещица“ (Национален академичен драматичен театър „Иван Франко“, 1982 г.), сценарий на Бохдан Жолдак.
- Театрален мюзикъл – бурлеска „Конотопска вещица“ (Млад театър), сценарий на Бохдан Жолдак.[2]
- Театър – бурлеска „Конотопска вещица“ (Киевски академичен театър на украинския фолклор „Берегиня“).[3]